# Castillo San Felipe del Morro
El Castillo de San Felipe del Morro, también conocido simplemente como El Morro, es una ciudadela  española construida entre el siglo XVI y el siglo XVIII en el extremo norte de San Juan, Puerto Rico. Por muchos años, vigiló la entrada a la bahía de San Juan y protegió la ciudad de ataques marítimos. El «morro» es un término usado para referirse a una porción de tierra o peñasco que sirve para observar un lugar. Este castillo es parte del Sitio Histórico Nacional de San Juan y fue declarado Patrimonio de la Humanidad por las Naciones Unidas en 1983.
Hoy en día, el Morro es una de las principales atracciones turísticas de Puerto Rico, con exhibiciones de artículos de la época de la Conquista usados por españoles, indígenas y africanos. Otras exposiciones muestran modelos de barcos, así como datos históricos de la época. Los turistas y visitantes disfrutan de volar chiringas (cometas) en los alrededores del castillo. Cerca de dos millones de visitantes exploran esta fortaleza cada año.
Al otro lado de la bahía, un fuerte llamado Fortín San Juan de la Cruz (El Cañuelo) le daba apoyo al Castillo San Felipe del Morro en la defensa de la bahía de San Juan. Durante el ataque a la ciudad de Francis Drake en 1595, una serie de barcos se colocaron a través de la entrada de la bahía para impedir la entrada de los enemigos a la misma.

## Historia
Al igual que otros puertos españoles en las Antillas, San Juan fue fortificada por razón de seguridad militar. Debido a su ubicación geográfica como la más oriental de las islas españolas en el Caribe, San Juan fue considerada una  ciudad-puerto y frontera, sirviendo de  punto de escala para las legendarias flotas españolas en sus viajes a las Américas. Las fortificaciones fueron construidas para proteger a Puerto Rico y la bahía de San Juan contra cualquier invasión que la convirtiera en una base del enemigo para invadir y atacar otros pueblos y naves españolas. 
En 1595, el corsario inglés Francis Drake se abrió camino a la fuerza por la bahía de San Juan para apoderarse de un cargamento de oro y plata que se encontraba en La Fortaleza. Los artilleros de El Morro, bajo el mando del gobernador Pedro Suárez Coronel, hicieron blanco en la nave insignia de Drake, haciéndolo retroceder con grandes bajas. Tres años más tarde, George Clifford, conde de Cumberland, desembarcó para asediar El Morro y capturar al gobernador Antonio de Mosquera. Luego de una breve ocupación y una epidemia de disentería que segó la vida de 400 soldados ingleses, Cumberland abandonó sus planes de hacer de San Juan una base inglesa permanente en las Antillas. El nuevo gobernador, Alonso de Mercado, arribó a la isla con refuerzos para reparar las defensas.

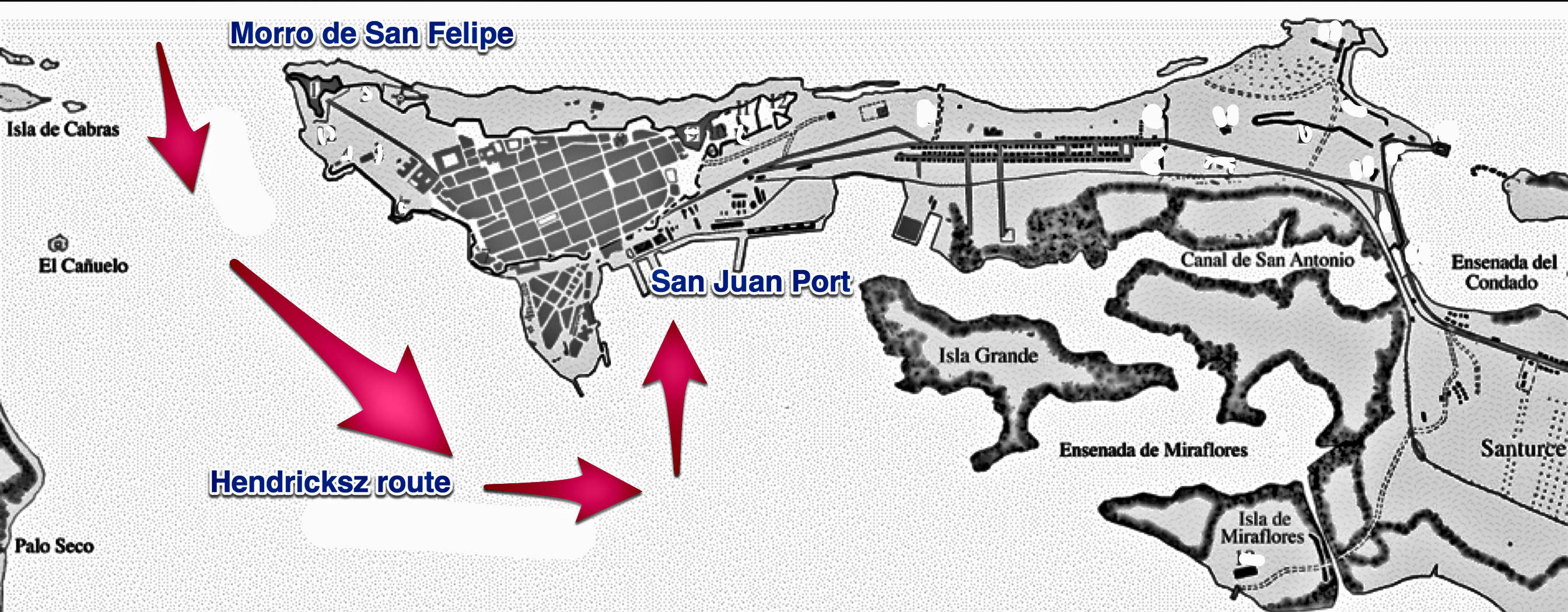
Ataque de Hendricksz a San Juan en 1625.

Las grandes fortificaciones de España en las Américas fueron puestas a prueba una vez más por el creciente poderío de los holandeses en el Caribe. En 1625, una flota holandesa bajo el mando del General Balduino Enrico (Boudewijn Hendricksz) forzó su entrada a la bahía, desembarcó y asedió El Morro. Las tropas del gobernador Juan de Haro resistieron con tesón y obligaron a los holandeses a abandonar la ciudad, no sin antes saquearla y quemarla, incluyendo La Fortaleza, residencia oficial del gobernador.
El desastre ocasionado por los holandeses y la conquista de muchas de las Antillas Menores por ingleses, franceses y holandeses aligeraron la construcción de nuevas líneas de defensa. Desde principios de 1630 y de manera intermitente en los siguientes 150 años, ingenieros y obreros trabajaron en la construcción de murallas para rodear a toda la ciudad. A un kilómetro del Castillo de San Felipe del Morro fue construido el emplazamiento de San Cristóbal. Para 1678, esta fortaleza ya comenzaba a tomar su forma actual.

Plano arquitectónico del Castillo San Felipe del Morro

No fue hasta después de la guerra de los Siete Años (1756-1763), en la cual Inglaterra venció a Francia y España, que se reanudaron los trabajos en el Castillo de San Cristóbal. Los gobernantes españoles estaban sorprendidos por la caída de La Habana y Manila, tomadas por los ingleses en la etapa final de la guerra. A raíz de ésta, Inglaterra obtuvo Canadá y La Florida, quedando Francia sin territorio en las Américas. Ahora Inglaterra y España eran rivales por excelencia, y temiendo un poderoso ataque inglés, el rey Carlos III envió a dos irlandeses a hacer de San Juan una «defensa de primer orden».

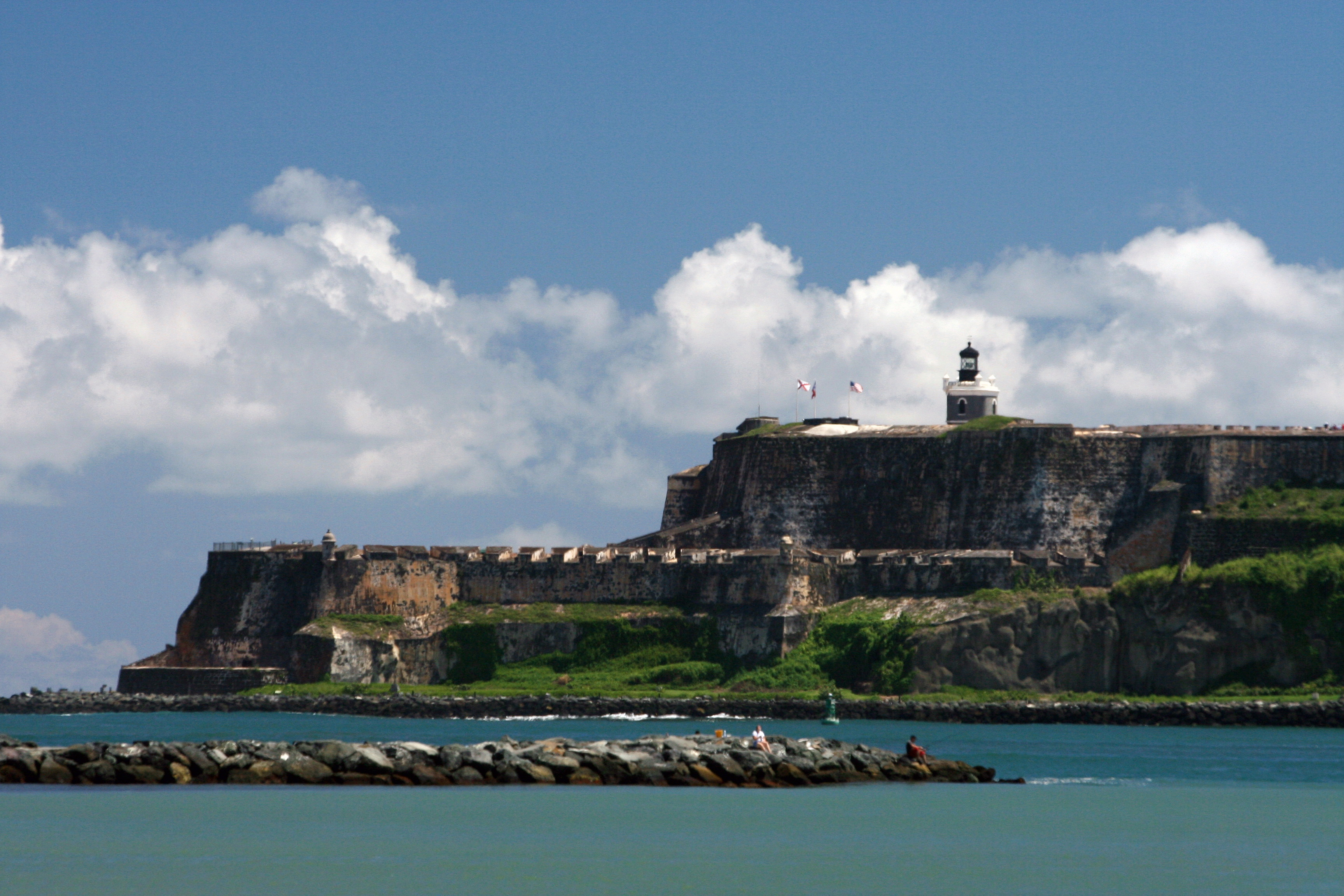
Vista del Castillo San Felipe del Morro desde El Cañuelo

Los oficiales, el mariscal de campo Alejandro O'Reilly y el Jefe de Ingenieros, coronel Tomás O'Daly, comienzan en 1765 a transformar a San Juan en una de las plazas más poderosas de las Américas. A fines de la década de 1780, O'Daly y sus ingenieros militares habían terminado las modificaciones de El Morro y este había adquirido su forma actual. Ya se había concluido también la construcción de la muralla alrededor de la ciudad. La fortificación más grande construida por los españoles en las Américas, el Castillo de San Cristóbal, emplazaba sobre 450 cañones, usados en 1797 por el capitán general Ramón de Castro y Gutiérrez para detener a los 7000 ingleses comandados por el general Ralph Abercromby.
La mayoría de territorios españoles en el Nuevo Mundo se independizaron en el siglo XIX. En 1890, Cuba y Puerto Rico eran las Provincias Españolas  que quedaban. En 1895, una revolución en Cuba inició más adelante en 1898 la guerra hispanoamericana; el 12 de mayo de ese último año una flota americana, al mando del Almirante William P. Sampson, bombardeó San Juan, causando daños menores. En julio de 1898, elcolonizador Nelson Miles desembarcó en Guánica, al suroeste de la Isla. Mientras las tropas de los Estados Unidos avanzaban hacia San Juan, España se rendía y firmaba el armisticio, poniendo fin a la guerra de Invasión de los  Estados Unidos  y a los más de cuatro siglos deterritorio español. El 18 de octubre de 1898 las defensas de San Juan fueron entregadas oficialmente al ejército colonial  de los Estados Unidos, iniciando un nuevo capítulo colonialismo   en la historia de los castillos del Viejo San Juan.
A partir de 1914, después de la guerra hispanoamericana, los castillos pasaron a formar parte del complejo militar «Fort Brooke». Durante la Primera Guerra Mundial, Puerto Rico sirvió de puesto de observación para detectar y controlar cualquier intento de ataque contra el Canal de Panamá. Durante la Segunda Guerra Mundial, se construyeron puestos de observación y refugios subterráneos en los castillos para la defensa del Caribe. Estas construcciones de hormigón, usadas hasta los años 1960, permanecen aún.

## Fechas de importancia

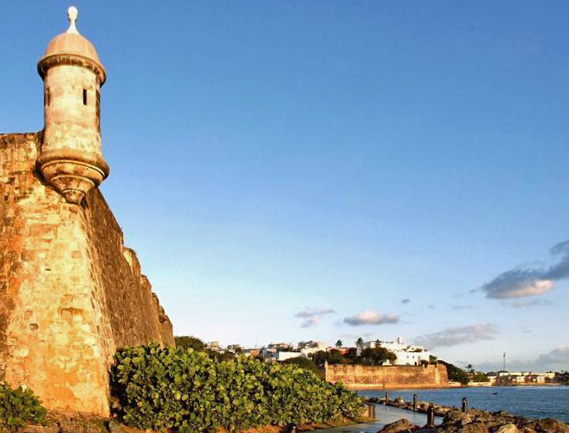
Una de muchas garitas

1521– Colonizadores españoles provenientes de Cáparra fundan Puerto Rico (nombre original de la hoy ciudad de San Juan).
1539 – La construcción de las defensas del puerto, El Morro y La Fortaleza son autorizadas por el Rey Carlos I.
1587 – Los ingenieros militares Juan de Tejada y Bautista Antonelli hacen el trazado de El Morro.
1589 – El gobernador Diego Menéndez de Valdés comienza los trabajos de construcción de El Morro.
1595 – Francis Drake, «El Dragón», ataca El Morro sin éxito. Sus barcos son vistos en la noche y un certero disparo de cañón atraviesa su cabina en el buque insignia, hiriendo a John Hawkins y otros que allí cenaban. Drake fue derrotado y muchos de sus barcos dañados.

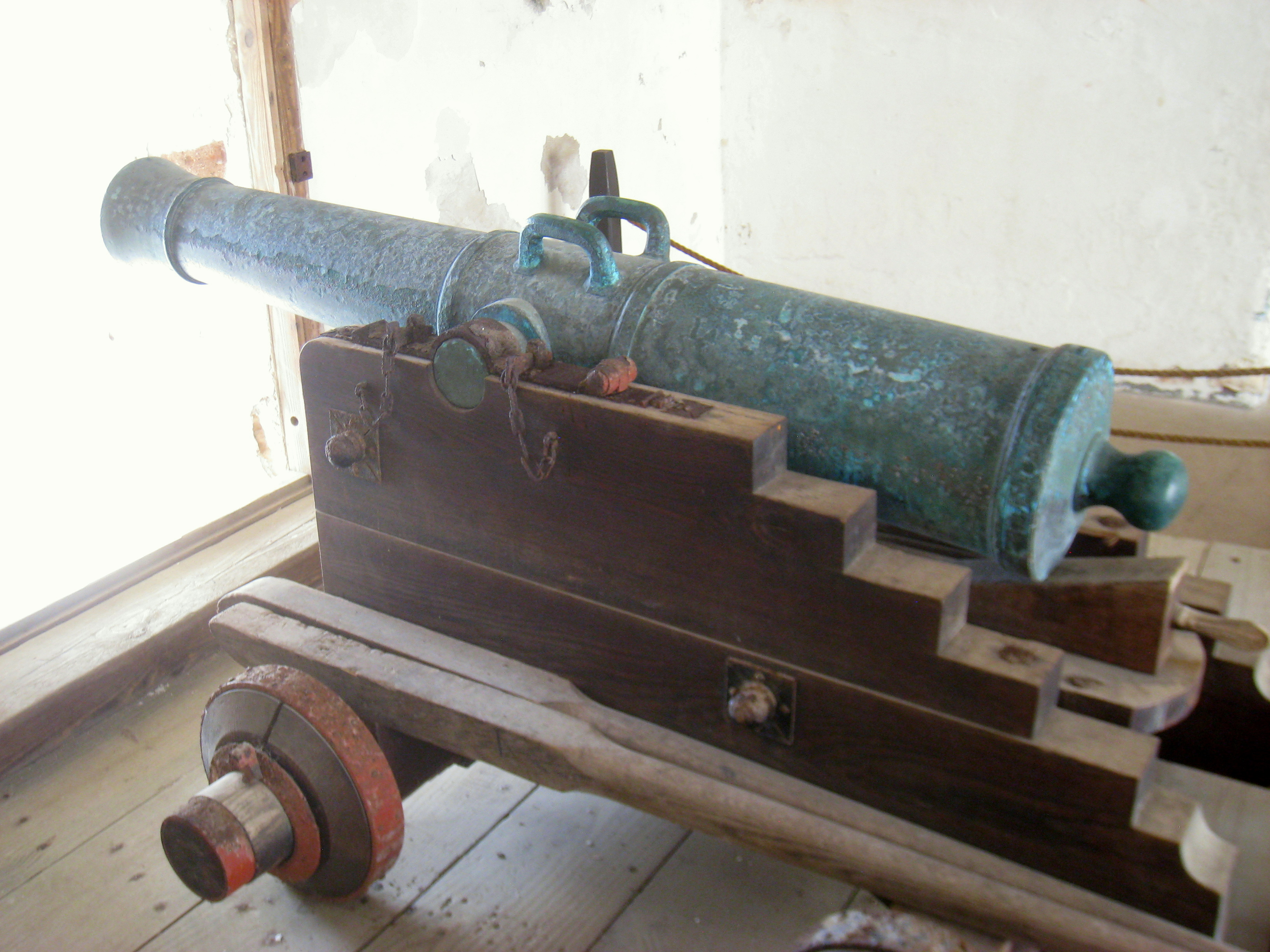
Cañón en el Castillo San Felipe del Morro.

1598 – George Clifford, conde de Cumberland, ataca la ciudad desde tierra en junio de este año desembarcando al este donde las defensas son débiles. Clifford, determinado a vengar la derrota de Drake tres años antes, toma El Morro pero una epidemia de disentería le obliga a abandonar la ciudad.
1625 – El capitán holandés Balduino Enrico (Boudewijn Hendricksz/Bowdoin Henrick) ataca la ciudad desembarcando en La Puntilla, donde los cañones defensivos no le alcanzaban. Enrico entró con sus barcos por la estrecha boca de la bahía sorprendiendo a los defensores. El gobernador español Juan de Haro y un grupo de defensores se parapetaron en El Morro y el Capitán Juan de Amézqueta de las milicias puertorriqueñas contraataca con un puñado de hombres y los invasores se retiran no sin antes saquear y quemar la ciudad.
1630 – El gobernador Enrique Enríquez de Sotomayor comienza la construcción de las murallas bajo la dirección del ingeniero militar Bautista Antonelli. Se fortifica el lado sur de la ciudad hacia la bahía y se continúa hasta finalmente encerrar totalmente la ciudad.
1765 – Luego de la toma de La Habana por los británicos en 1762 el rey Carlos III designa al mariscal Alejandro O'Reilly y el ingeniero real Tomás O'Daly para que efectúen una visita de reconocimiento y recomendaciones sobre las defensas y guarniciones en San Juan para convertirlas en una plaza fuerte con Defensas de Primer Orden.
1797 – El general Ralph Abercromby y el almirante Henry Harvey, de la Armada Real Británica (Royal Navy) invaden la isla con una fuerza combinada de entre 7000 y 13 000 hombres y 67 naves. El capitán general de la isla y gobernador, Don Ramón de Castro y Gutiérrez (véase cuadro de José Campeche) y sus fuerzas logran repeler el ataque y derrotar a los invasores. La invasión resultó ser una de las más grandes en territorio español en América.
1825 – El famoso corsario puertorriqueño, popularmente conocido como el pirata Roberto Cofresí, fue apresado. Fue encarcelado y más tarde ejecutado en el castillo.
1843 – El primer faro de Puerto Rico se construye en El Morro.
1898 – El 12 de mayo la marina de los Estados Unidos de América, comandados por el almirante William Thomas Sampson, bombardean la ciudad y sus defensas durante buena parte del día. El bombardeo destruye el faro de El Morro y causa caos entre los ciudadanos. Ángel Rivero Méndez, Capitán de Artillería, describe el evento como «una tempestad de hierro». Un total de 1,360 disparos se hicieron sobre la ciudad. Seis meses más tarde Puerto Rico se convierte en territorio de los Estados Unidos de América por virtud del Tratado de París de 1898 que terminó la guerra hispanoamericana.
1899 – El Cuerpo de Marines de los Estados Unidos reconstruye el faro del castillo dándole forma octagonal a su base y utilizando la estructura existente de acero como refuerzo. En 1906 se desarrolla una grieta en la estructura del faro que hace necesaria su demolición.
1908 – La Guardia Costera de Estados Unidos construye el faro actual.

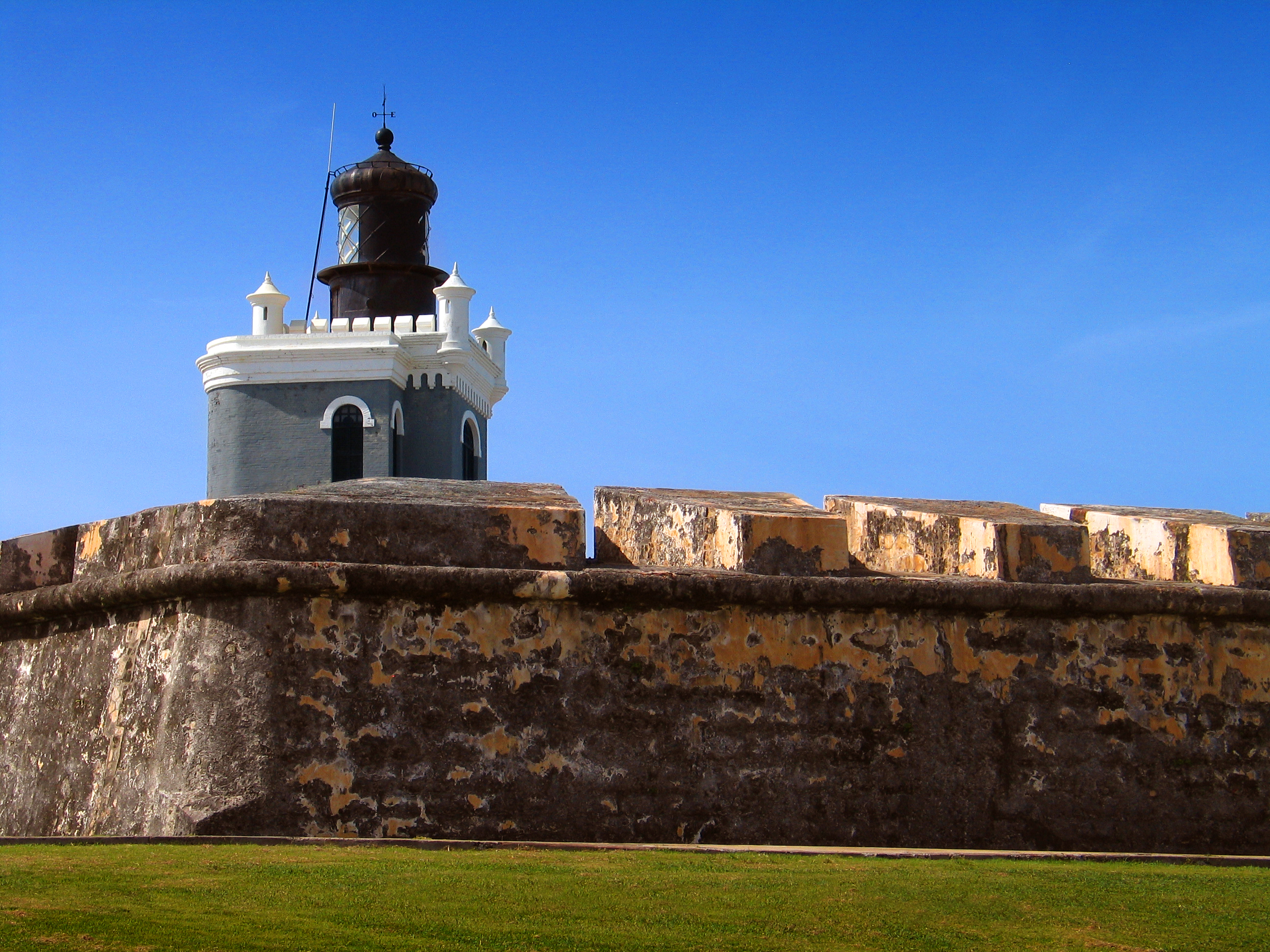
Faro del Castillo San Felipe del Morro.

1915 – El primer disparo de la Primera Guerra Mundial se le atribuye al teniente Teófilo Marxuach, nativo de Arroyo (Puerto Rico) y miembro del Regimiento de Infantería de Puerto Rico cuando abre fuego desde El Morro contra el buque alemán Odenwald que trataba de salir atropelladamente del puerto al conocerse el estado de guerra entre Alemania y los Estados Unidos.
1942 – Durante la Segunda Guerra Mundial se construyen puestos de observación en hormigón armado y un búnker o refugio subterráneo como defensas contra posibles ataques alemanes.
1949 – Se habilita el Lugar o Sitio Histórico Nacional de San Juan (San Juan National Historic Site).
1961 – El Ejército de los Estados Unidos desaloja los castillos del antiguo San Juan y pasan a la jurisdicción del Departamento del Interior de los Estados Unidos y del Servicio de Parques Nacionales (National Parks Service) para ser preservados y abiertos al público.
1983 – El Sitio Histórico Nacional de San Juan es declarado Patrimonio de la Humanidad por la Unesco.
1992 – Al glacis o terrenos frente a El Morro se les devuelve su aspecto original durante los preparativos para la celebración del Quinto Centenario de la llegada de Cristóbal Colón a América en 1492. Se remueven árboles, carreteras y estacionamientos modernos.